# Фаюм
Фаюм (на арабски: الفيوم; на коптски: Ⲫⲓⲟⲙ) е град в Среден Египет, столица на едноименната област. Намира се на 130 km югозападно от Кайро и заема част от древната местност Крокодилополис. Името Фаюм може да се отнася и за оазиса със същото име, въпреки че най-често с това име египтяните назовават града.